# Embassament d'Arquillo de San Blas
L'Embassament d'Arquillo de San Blas és al municipi de Terol, a l'Aragó.
Està construït en la llera del riu Guadalaviar, sobre una superfície de 83 ha i amb una capacitat màxima de 22 hm³. L'obra va ser construïda mitjançant una presa de gravetat amb una altura de 54 metres i una longitud en coronació de 166 m.
L'embassament està destinat a l'abastiment de la ciutat de Terol, de la central hidroelèctrica de Carburos i al regadiu.
Aquest embassament pertany a la Confederació Hidrogràfica del Xúquer.